# Теремоана, Теремоана
Теремоана Самсон Джуниор Леон Теремоана (англ. Teremoana Samson Junior Leon Teremoana; род. 17 февраля 1998, Кэмпбеллтаун, Новый Южный Уэльс, Австралия) — австралийский профессиональный боксёр, выступающий в тяжёлом весе. Четвертьфиналист Олимпийских игр 2024 года, чемпион Тихоокеанских игр 2023 года, участник Чемпионата мира по боксу 2023 года в любителях.
Лучшая позиция по рейтингу BoxRec — 79-я (апрель 2025) и является 3-м среди австралийских боксёров тяжёлой весовой категории, — входя в ТОП-80 лучших тяжеловесов всего мира

## Биография
Родился 17 февраля 1998 года, в Кэмпбеллтауне на окраине столичного района Сиднея, в штате Новый Южный Уэльс, в Австралии. Его австралийская мать имеет шотландские корни, а его отец с Островов Кука. Он вырос в Брисбене, штат Квинсленд, и окончил среднюю школу Centenary State High School в 2015 году.

## Любительская карьера
Как золотой призер Тихоокеанских игр 2023 года, проводившихся в Хониаре (Соломоновы острова), он получил право представлять Австралию в супертяжёлом весе на Олимпийских играх 2024 года. В своём олимпийском дебюте он встретился с украинцем Дмитрием Ловчинским, выиграв бой нокаутом в первом раунде. Но в четвертьфинале он встретился с узбекским боксёром Баходиром Жалоловым, действующим Олимпийским чемпионом, проиграв по со счётом 0-5.

## Профессиональная карьера
3 декабря 2020 года начал профессиональную боксёрскую карьеру, победив техническим нокаутом во 2-м раунде своего соотечественника — австралийского боксёра Дрю Джексона (2-0).
14 декабря 2024 года в вечере Эдди Хирна (Matchroom Boxing) в Монако с которым в начале декабря подписал контракт нокаутировал в первом раунде украинского тяжеловеса Александра Кацука (5-1, 2 КО). Австралиец сразу начал работать боковыми, а украинец прятался за блоком. После 3-го нокдауна рефери остановил бой в 1 раунде. 
8 января 2025 года в Бродбиче (Австралия) в андеркарде боя Опетайя - Ньика вышел на ринг против Осасу Отобо (11-1-1) который без разведки пошел вперед, но пропустив боковой удар на контратаке упал в нокаут.  
22 марта 2025 года в Сиднее (Австралия) в андеркарде поединка Джорджа Камбососа и Джека Вилли нокаутировал в первом раунде Джеймса Сингха (12-6, 11 КО). Сингх который серьезно уступает в росте фавориту на первых секундах попадает правым, но Теремоана даже не замечает. Размашистым левым отправляет Сингха на пол. Рефери открывает счёт, бой продолжается до первой плотного правого от Теремоаны. Рефери влезает между соперниками и останавливает.  
14 июня 2025 года в Madison Square Garden в Нью-Йорке (США) в андеркарде боя Хитчинс vs Камбосос встретился с небитым 35-летним американцем Алимом Уитфилдом (9-0, 6 КО). За минуту до конца раунда пропустил правый прямой который дезориентировал Уитфилда. Бой переместился к углу, где он пропустил ещё пару точных слева и тяжело завалился на канвас в углу.  